# Hkakabo Razi
Der Hkakabo Razi (birmanisch: ခါကာဘိုရာဇီ) ist der höchste (oder zweithöchste) Berg Südostasiens und liegt nahe der Grenze des myanmarischen Kachin-Staats zu China. Er hat eine vermutete Höhe von 5881 m. Der Versuch eines amerikanischen Teams 2014, die genaue Höhe mit differentiellem GPS exakt zu ermitteln, wurde abgebrochen, nachdem einige Teammitglieder auf dem zum Gipfel führenden Westgrat schon auf 5743 m vorgedrungen waren. Nach deren Schätzungen wurde die letzte Messung noch mindestens 170–240 m unterhalb des Gipfels gemacht.  So konnte nicht geklärt werden, ob der benachbarte Gamlang Razi, dessen jüngste Vermessung im Rahmen seiner Erstbesteigung vom 7. September 2013 eine Höhe von 5870 Metern (±2 m) ergab, oder der Hkakabo Razi der höchste Gipfel Südostasiens und Burmas ist. Der Hkakabo Razi ist dessen ungeachtet der schwierigste Gipfel des Landes sowie nach Angaben von Takashi Ozaki, des bis dato einzigen Bergsteigers, der den Gipfel erreichte, „einer der schwierigsten und gefährlichsten Berge der Welt“. Der Hkakabo Razi ist der eindrücklichste Karling im oberen Einzugsgebiet des Irrawaddy. Er ist namengebend für den Hkakabo Razi Nationalpark. In der völligen Unberührtheit seiner tropischen Regenwälder wurden hier 441 Vogelarten ermittelt.
Bis 1993 war die Region für Ausländer gesperrt. Seit 1997 folgen die ersten Besuche von Ausländern. Von drei Expeditionen im Jahr 2014 (Burmanesisch, Japanisch, Amerikanisch) konnte keine den Gipfel erreichen. Alle Teilnehmer der burmanesischen Expedition blieben verschollen. Hkakabo Razi ist ein Symbol Birmas. Ein Zweifel am Status als höchster Berg des Landes wird von Einheimischen als Bloßstellung des Nationalstolzes empfunden.

## Lage und Relief
Der Hkakabo Razi liegt im nordburmanesischen oberen Einzugsgebiet des Irrawaddy. Im chinesisch Dandalika Shan genannten Grenzgebiet zwischen China und Burma bildet dieses auf 200 km die Irrawaddy-Quellregion. Zwei Gipfel erreichen hier über 5800 m Höhe, der Hkakabo Razi und der Gamlang Razi. Entdeckt wurde der Hkakabo Razi 1923 von einem indischen Forscher. Die Region wurde durch die Publikation des Botanikers Frank Kingdon-Ward 1937 der Weltöffentlichkeit bekannt gemacht. Kingdon-Ward entdeckte auch den Zugang zur Region im Andung Wang (Wang bezeichnet im chinesischen ein Tal).
Das Massiv des Hkakabo Razi ist durch viele kleine Gletscher geprägt. Sie gehören zum Typ der Lawinenkessel-Gletscher, deren Zungen in Gletscherbrüchen in den kurzen Hängetälern in die Haupttäler hinabsteigen. Westlich des Hkakabo Razi existiert jedoch auch ein großes Eisfeld. Der Gipfel ist aus Granit aufgebaut. Über die Geologie der unteren Partien ist zurzeit nichts bekannt.
Der markante eisbedeckte Karling des Hkakabo Razi liegt etwa in der Mitte auf einem West-Ost streichenden sehr steilen Hochgebirgs-Grat, an dem am Hkakabo Razi ein kurzer Seitengrat nach Süden mit 5500 m hohen Gipfeln abzweigt. Im Norden und Süden ist der Hkakabo Razi-Grat durch tiefe und schwer gangbare gletscherfreie Kerbsohlen-Täler zertalt. Frühere niedrigere Glazialstände werden durch deutlich hervortretende Endmoränen markiert. Eine glaziale Skulpturierung der Gipfelpyramide des Hkakabo Razi und die Tatsache, dass der eigentliche Gipfel-Grat durch steile Granitnadeln, -spindeln und -säulen verbaut wird, erlauben keinen direkten Zugang auf die Eispyramide des Hkakabo Razi. Dies hat zwei Gipfel-Expeditionen im Herbst 2014 (Burmanesisch-Amerikanisch durch National Geographic gesponsert sowie eine japanische durch NHK gesponsert) zum Scheitern gebracht. Am 31. August 2015 verschwanden beim nachfolgenden weiteren Versuch der Gipfelbesteigung zwei burmanesische Bergsteiger. Damit wurde der Hkakabo Razi bis heute (Juli 2016) erst ein einziges Mal bestiegen.

## Naturschutz
Am 30. Dezember 1996 erklärte man die 3812 km² große Region zum Naturpark. Seit dem 10. November 1998 liegt der Gipfel inmitten des Hkakabo-Razi-Nationalparks. Diese Gegend ist für ihre außergewöhnliche Tier- und Pflanzenvielfalt berühmt. Viele der hier vorkommenden Arten sind bisher kaum untersucht.
Der Berg ist bis zu einer Höhe von ca. 2700 m großteils von Regenwäldern bedeckt. In der darüberliegenden montanen Höhenstufe finden sich Laubwälder, ab 3400 m Nadelwälder. Die alpine Stufe beginnt bei 4500 m. Darüber dominieren ganzjährig Schnee und Gletscher.

## Alpinismus
Die Erstbesteigung des Hkakabo Razi erfolgte am 15. September 1996 durch den Japaner Takashi Ozaki und den Birmanen Nyama Gyaltsen von der Nordseite und über den Ostgrat aus. Ozaki hatte bereits ein Jahr zuvor versucht, den Gipfel zu erreichen. Er musste seinen Aufstieg wegen Schlechtwetters jedoch abbrechen und umkehren. Die amerikanische Expedition unter Leitung von Hillary O’Neill wurde von erfahrenen Höhenbergsteigern begleitet. Der deutschtürkische Dokumentarfilmer und Extrembergsteiger Renan Öztürk begleitete das Unternehmen, das von National Geographic und Northface gesponsert war. Dieses Team versuchte ebenfalls über die Nordseite, jedoch diesmal über den Westgrat aufzusteigen. Nachdem dieses Team, bestehend aus fünf Bergsteigern und einer Managerin des Camps, zwei Höhenlager sowie ein Biwak eingerichtet hatte, wäre für eine erfolgreiche Gipfelbesteigung ein zweites Biwak unter freiem Himmel und ohne Schlafsäcke notwendig geworden. Aufgrund des hohen Risikos, eine Nacht ungesichert unterhalb des Gipfels zu verbringen, sowie dadurch, dass die im zweiten Höhenlager wartenden Bergsteigerinnen keine Seile mehr hatten, wurde der Versuch abgebrochen, den Gipfel zu ersteigen. Nach Aussage der Expeditionsleiterin O’Neill hat sich ihr Eindruck, der Hkakabo Razi sei einer der schwierigsten und gefährlichsten Berge der Welt, erhärtet. Die Extrem- und Höhenbergsteigerin Emily Harrington, eine fünfmalige US-Meisterin und Vize-Weltmeisterin im Extremklettern und erste Frau, die mehrere 5.14 Schwierigkeitsgrade absolviert hat, sagte zum Aufstieg am Hkakabo Razi: „Es war extrem schwierig, dorthin zu gelangen und extrem furchteinflößend.“ Den Schwierigkeitsgrad des Gipfels bezeichnete sie als über ihren Fähigkeiten liegend. Sie entschied noch im zweiten Höhenlager, nicht weiter aufzusteigen.
Bis 1993 war es Ausländern nicht erlaubt, das Gebiet zu betreten, was auch zu der späten Erstbesteigung beigetragen hat.
Der Weg von Putao, der nächsten größeren Stadt, zum Basislager auf über 3000 m Seehöhe ist lang (Dauer etwa vier Wochen) und beschwerlich, da er durch Regenwälder führt und viele nicht überbrückte Ströme zu überqueren sind. Bedingt durch den Monsun sind die geeignetsten Monate für Expeditionen auf den Hkakabo Razi der April, Mai, September, Oktober und November.